# Komet Mueller 2
Komet Mueller 2 (uradna oznaka je 131P/Mueller 2 ) je periodični komet z obhodno dobo okoli 7,1 let. 
Komet pripada Jupitrovi družini kometov .

## Odkritje[3]
Komet je odkrila ameriška astronomka Jean Mueller 15. septembra 1990 na Observatoriju Palomar v Kaliforniji, ZDA.